# Sport aux Samoa américaines
Le sport en Samoa américaines est influencé par les Américains  puisque cette partie de l'archipel est depuis le XXe siècle un des territoires auto-gouvernés des États-Unis mais aussi par les Polynésiens dont les Samoans.
Le sport le plus populaire au Samoa américaines est le football américain. L'île compte presque 30 joueurs par saison en National Football League alors qu'elle ne compte que 55 000 habitants.

## Football américain
Le football américain est très implanté dans les collèges et l'implantation de la base navale américaine a fait connaitre ce jeu dans tout l'archipel.
En 1945, Al Lolotai est le premier Samoan américain à intégrer une équipe de la NFL Washington Redskins.

## Rugby à XIII
Le rugby est souvent pratiqué dans cette partie du Pacifique Sud. Son équipe de rugby à XIII est affilié à la Rugby League International Federation.
L'équipe participe à la Pacific Cup où elle a rencontré quelque succès, mais reste toutefois plus faible que ses équipes voisines.
Son équipe de rugby à XV est quant à elle très faible puisqu'en août 2014, elle est classée au 98e rang mondial, sur 102 nations.

## Football
Le football aux Samoa américaines est plutôt connu pour son très faible niveau international. La fédération nationale fut fondée en 1984 puis affiliée à la FIFA en 1998.
Son équipe masculine est la malheureuse détentrice du record de buts encaissés lors d'un match de qualification pour la Coupe du monde de football 2002, battue 31 à 0 par l'équipe d'Australie.
Après une série de 30 défaites consécutives, la sélection nationale remporte enfin un match 2-1 contre les Tonga, mettant un terme à plus de 17 ans de revers.
Son championnat masculin comporte sept clubs.

## Athlétisme
L'archipel américain compte comme athlète remarquable, Lisa Misipeka, qui obtient une médaille de bronze en 1999 aux mondiaux de Séville au lancer du marteau.

## Événements sportifs
Les Samoa américaines n'a remporté jusqu'en 2014 aucune médaille aux Jeux olympiques malgré sa participation depuis 1988. On notera sa participation aux jeux olympiques d'hiver en 1994 avec une équipe de bobsleigh.